# Yelicones cardaleae
Yelicones cardaleae (лат.) — вид паразитических наездников рода Yelicones из семейства Braconidae (Ichneumonoidea) отряда перепончатокрылые насекомые. Австралия.

## Описание
Наездники мелких размеров (около 5 мм). Ноги коренастые, короткие. В усиках 30 сегментов. Цвета словной кости с коричневыми или тёмно-коричневыми отметинами: метка на лице между усиковыми впадинами и иногда 2 другие метки субмедиально, стемматикум, затылок, простернум, пара субмедиальных полос на средней доле мезоскутума (иногда довольно нечёткие), тегулы, середина скутеллярной борозды, мезостернум, метаплевры, пара субмедиальных знаков на проподеуме (иногда отсутствуют), 1-й и 2-й метасомальные тергиты базально и латерально, тергиты 3—6 изменчивы, но иногда просто коричневые сзади, иногда с более крупным медиально-задним знаком; ноги с бедром и задними базитарзусами бледно-коричневые; усики слоново-белые, вершинные 2—4 жгутика чёрные у некоторых экземпляров; крылья с коричневыми пятнами, жилкование бледно-коричневое, кроме передних крыльев C+SC+R и R, которые белые; птеростигма двуцветная, коричневая в верхней части, но с белой базальной третью. Этот вид можно отличить от других австралийских как и Y. buloloensis, этот вид можно легко отделить от других австралийских Yelicones по цвету метасомы и скульптуре на 2-м метасомальном тергите. Вид Y. cardaleae известен только с горы Уэбб, полуостров Кейп-Йорк (Квинсленд) и назван в честь Джо Кардейла (Jo C. Cardale), который много коллекционировал в Австралии и сделал много интересных энтомологических открытий, включая нахождение типовой серии этого вида в 1980 году. Предположительно, как и близкие виды, паразитирует в качестве эндопаразитоидов на гусеницах бабочек-огнёвок (Pyralidae и Crambidae) и окукливается внутри шкурки гусеницы, которая, твердея, образует так называемую мумию.